# ハインリッヒス・スクーヤ

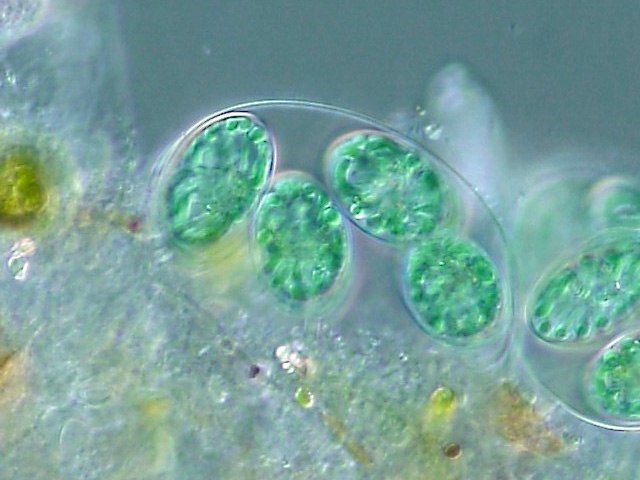
スクーヤが命名した分類群のひとつである灰色藻（「灰色植物」とも呼ばれる）。

ハインリッヒス・スクーヤ（Heinrihs Leonhards Skuja, 1892年9月8日 - 1972年7月19日）は、ラトビア出身の藻類学者、植物学者。主に淡水産の藻類に関する重要な論文やモノグラフを数多く著し、生涯に700以上の新属や新種といった新タクサを記載した。ラトビア大学教授、ウプサラ大学名誉教授。1993年にはスクーヤを記念したハイリッヒス・スクーヤ生物科学賞がラトビア科学アカデミーによって設けられた。 名前は Heinrichs Skuja、Heinrich Skuja と綴られることもある。

## 生涯[1]
1892年9月8日、今日では保養地として有名なラトビアの都市ユールマラのマヨリ（Majori）で生まれた。チャリティースクール（ Labdarības skolu ） で学びながら自然や旅に興味を抱くようになり、10代でメキシコへ旅行した。この旅行から帰ると1910年-1912年まではラトビア高等学校（ラトビア大学の前身）の夜間コースで学んだ。その後再び海外に出かけ、スウェーデン、ドイツ、オランダなどを旅行した。1914年に第一次世界大戦が勃発すると、油田で名高いバクーに行き製図技師（ tehniķi-zīmētāju ）として働き、1920年の春にラトビアに戻って軍の主任製図技官となった。
復員後、1922年からラトビア大学（「大学」となったのは1923年から）の数学・自然科学部の通学生となり、植物研究で優秀な成績を修めて1929年に卒業した。1929年から1932年までラトビア大学の植物分類研究所でデモンストレーター、翌1933年から1939年までは臨時講師を務め、1940年に正規の準教授となった。この時期の彼の精力的な調査研究はラトビアの藻類相研究に多大な貢献をした。すなわち、それまで200種程度しか記録されていなかったラトビアの藻類に、実に2000種以上もの追加記録がなされて約2300種に達した。その中には彼によって新たに命名記載された50ほどの新種・新変種、17の新属、2つの新科も含まれている。これらの論文の大部分はラトビア大学附属植物園（ LU Botāniskā dārza ） の紀要である「 Acta Horti Botanici Universitatis Latviensis 」に掲載されたが、外国の雑誌に掲載されたものもある。これら一連の研究により1929年には文化財団賞（ Kultūras fonda prēmija ）を、1931年にはクリスヤニス・バロナ賞（ Krišjāna Barona prēmija ）を受賞した。
1943年10月14日付けで「 Pētījumi par Ķīnas, sevišķi tās dienvidrietumu daļas aļģu floru un veģetāciju （”中国、特にその南西部における藻類相と植生に関する研究”）」と題する論文で博士号を取得し、ラトビア大学の教授となって一般植物学、微生物学、隠花植物学などの講義を受け持った。
1944年、ソ連軍によるバルト諸国占領が始まると、彼はスウェーデンに逃れた。ここではウプサラ大学に移って研究を続け、1947年に同学で植物学の準教授、1958年に名誉教授となり、1961年まで勤めた。この間にスウェーデン国内の淡水藻類の研究を精力的に行い、1948年と1956年にそれぞれ400ページ前後のスウェーデンの淡水植物プランクトンに関す大きな論文を書き、1962年にこれら淡水藻類研究における優れた業績によりウプサラ大学でビョールケン賞 ( Björken prize ) を受賞した。
1972年7月19日、2年前に患った卒中が十分に回復しないまま
79歳で逝去した。

## 業績
上記のとおりラトビア大学時代の1926年から1928年にわたって「 Vorarbeiten zu einer Algenflora von Lettland I-IV （”ラトビアの藻類相に関する研究” 1-4）」と題する一連の優れた論文を書き、これによってラトビア産の藻類相が飛躍的に明らかにされた。更に1934年と1939年には「 Beitrag zur Algenflora Lettlands I, II （”ラトビア産藻類相の研究”1、2）」でラトビアの淡水藻類の全群についての研究結果を公表した。またラトビア産以外の藻類についても論文を書いており、1937年にはウィーン国立科学アカデミーによる中国南西部調査の研究報告書の藻類の部を担当し、1938年にはドイツによるスンダ列島の淡水域調査の調査報告書において同列島の淡水産紅藻類の研究を担当した。
渡瑞後のウプサラ大学時代にも引き続き研究に打ち込み、1948年には「 Taxonomie des Phytoplankton einiger Seen in Uppland （”ウップランドの湖沼性植物プランクトンの分類学的研究”）」という399ページの論文を、1956年には「 Taxonomische und biologische Studien über das Phytoplankton schwedischer binnengewässer （”スウェーデンの淡水植物プランクトンの分類と生物学的研究”）」という404ページの大冊の論文を著わした。スウェーデン以外のものについても1949年に「 Zur Süßwasserralgenflora Burmas （”ビルマの淡水藻類相について”）」を書いている。
これらの他にも協力者によって得られた資料をその都度発表するなどして長短の多数の論文を書いているが、かつて製図技師の経験もある彼の作図は、「各論文に見られる氏の図は精確で独特の迫力があり他の学者の追従を許さぬものである」とも評される。彼が常ながら深い興味を覚えていた淡水産紅藻類についての広範なモノグラフも計画していたとされるが、これは実現せずに終わった。

### 主な論文
- Skuja, H. (1926) Vorarbeiten zu einer Algenflora von Lettland I. Acta Horti Botanici Universitatis Latviensis 1: 33-54.(pdf 3.31MB)
- Skuja, H. (1926) Vorarbeiten zu einer Algenflora von Lettland II. Acta Horti Bot. Univ. Latv.  1: 149-178.
- Skuja, H. (1927) Vorarbeiten zu einer Algenflora von Lettland III. Acta Horti Bot. Univ. Latv.  2: 51-116, 2pls.
- Skuja, H. (1928) Vorarbeiten zu einer Algenflora von Lettland IV.  Acta Horti Bot. Univ. Latv.  3: 103 - 218, 4pls.
- Skuja, H. (1932) Vorarbeiten zu einer Algenflora von Lettland. Bibliotheca Phycologica 26: 1-302.
- Skuja, H. (1934) Beitrag zur Algenflora Lettlands I. Acta Horti Bot. Univ. Latv. 7: 25-85.
- Skuja, H. (1937) Algae in Symbolae Sinicae. Botanische Ergebnisse der Expedition der Akademie der Wissenschaften in Wien nach Südwest-China 1914/1918. I. Teil: 1-105, Taf. I-III. (Biodiversity Heritage Library で閲覧)
- Skuja, H. (1938) Die Süßwasserrhodophyceen der Deutschen Limnologischen Sunda-Expedition. Archiv für Hydrobiologie, Supplement 15: 603-637.
- Skuja, H. (1939) Beitrag zur Algenflora Lettlands II. Acta Horti Botanici Universitatis Latviensis 11/12: 41-169.
- Skuja, H. (1948) Taxonomie des Phytoplankton einiger Seen in Uppland. Symbolae Botanicae. Upsalienses 9 (3), 1-399.
- Skuja, H. (1949) Zur Süßwasserralgenflora Burmas. Nova Acta Regiae Societatis Scientiarum Upsaliensis, Series 4, 14 (5): 1-187.
- Skuja, H. (1956) Taxonomische und biologische Studien über das Phytoplankton schwedischer binnengewässer. Nova Acta Regiae Societatis Scientiarum Upsaliensis, Series 4, 16 (3): 1-404.
- Skuja, H. (1964) Grundzüge der Algenflora und Algenvegetation der Fjellgegenden um Abisko in Schwedisch-Lappland. Nova Acta Regiae Societatis Scientiarum Upsaliensis, Series 4, 18 (3): 1-465, pls. 1-69.
- Skuja, H. (1969) Some algae and other protists. in Vegetation of Amchitka Island, Aleuten Islands, Alaska.  U.S. Geological Survey, Professional Paper 648: 50-55.
- その他多数あり。

### スクーヤへの献名
彼自身が新しく命名記載したタクソン（分類群）は700以上に上る一方、彼に献名された分類群名も下記のとおり複数あるが、分類学の発展によって既に使用されなくなったものもある。
- Phacus skujae Skvortsov, 1928
- Skujaella G. De Toni, 1938
- Skujaephyconema A. Burkart, 1959
- Skujamonas B.V. Skvortzov 1960
- Skujapelta W. T. Hall et Claus, 1967　スクヤペルタ属
- Skujapeltaceae　W. T. Hall et Claus, 1967　スクヤペルタ科
- Skujaster D. G. Vodenicarov, 1989